# Caitlin Clarke
Caitlin Clarke (* 3. Mai 1952 als Katherine Anne Clarke in Pittsburgh; † 9. September 2004 in Sewickley, Allegheny County) war eine US-amerikanische Theater- und Filmschauspielerin.

## Biografisches
Die in Pittsburgh geborene Clarke war die älteste von insgesamt fünf Schwestern. Sie absolvierte ihre Ausbildung zur Theaterschauspielerin am Mount Holyoke College sowie an der zur Yale University gehörenden David Geffen School of Drama. Bereits während ihres letzten Studienjahres begann sie erste Rollen in verschiedenen Aufführungen zu übernehmen.
Nach ihrem Abschluss im Jahr 1978 blieb Clarke zunächst der Arbeit auf der Theaterbühne treu und trat in verschiedenen Off-Broadway-Produktionen auf. 1981 bekam sie allerdings ihre erste Filmrolle in dem Fantasyfilm Der Drachentöter. 1985 trat sie in mehreren Broadway-Stücken auf und zog anschließend nach Los Angeles, wo sie einige Jahre als Film- und Fernsehdarstellerin tätig war. Unter anderem hatte sie eine Nebenrolle in der Filmkomödie Crocodile Dundee – Ein Krokodil zum Küssen (1986) und eine größere Rolle in dem Filmdrama Kenny (1988).
Anfang der neunziger Jahre kehrte Clarke wieder verstärkt auf die Theaterbühne zurück. 1998 war sie in Titanic – Das Musical ein weiteres Mal in einer Broadway-Rolle zu sehen. Im Jahr 2000 wurde bei der Schauspielerin Eierstockkrebs diagnostiziert. In ihren letzten Jahren war Clarke an der University of Pittsburgh als Dozentin für Theaterschauspiel tätig, ehe sie 2004 an den Folgen der Krebserkrankung verstarb.

## Bühnenengagements (Broadway & Off-Broadway)
- 1979: Othello
- 1981: No End of Blame
- 1983: Summer
- 1983: Teaneck Tanzi: The Venus Flytrap
- 1984: Total Eclipse
- 1984: Quartermaine’s Terms
- 1984: Thin Ice
- 1985: Le mariage de Figaro (Beaumarchais)
- 1985: Helden
- 1985: Strange Interlude
- 1994: Three Birds Alighting On A Field
- 1994: Unexpected Tenderness
- 1998: Titanic – Das Musical

## Filmografie
- 1981: Der Drachentöter (Dragonslayer)
- 1982: Nurse (Fernsehserie, 1 Folge)
- 1986: Der Equalizer (The Equalizer, Fernsehserie, 1 Folge)
- 1986: Crocodile Dundee – Ein Krokodil zum Küssen (Crocodile Dundee)
- 1987: Das Model und der Schnüffler (Moonlighting, Fernsehserie, 2 Folgen)
- 1987: CBS Summer Playhouse (Fernsehserie, 1 Folge)
- 1987: Kenny
- 1987: Once a Hero (Fernsehserie, 3 Folgen)
- 1987: Mayflower Madam (Fernsehfilm)
- 1989: The Big Picture
- 1989: Penn & Teller Get Killed
- 1990: Matlock (Fernsehserie, 1 Folge)
- 1991: Liebe, Lüge, Mord (Love, Lies and Murder, Fernsehfilm)
- 1991: Chicago Soul (Fernsehserie, 1 Folge)
- 1994: Ausgerechnet Alaska (Northern Exposure, Fernsehserie, 1 Folge)
- 1994: Explosiv – Blown Away (Blown Away)
- 1994: Detektiv Hanks (Fernsehserie, 1 Folge)
- 1995: New York Undercover (Fernsehserie, 1 Folge)
- 1996: Gnadenlose Hörigkeit – Der teuflische Liebhaber (Kiss and Tell, Fernsehfilm)
- 1996: Die Männer von Stepford (The Stepford Husbands, Fernsehfilm)
- 1997: Cost of Living
- 1997: A Cure For Serpents (Kurzfilm)
- 1997–2000: Law & Order (Fernsehserie, 3 Folgen)
- 1998: Dellaventura (Fernsehserie, 1 Folge)
- 1999: Joe the King
- 2000: Sex and the City (Fernsehserie, 1 Folge)
- 2001: Never Again